# Bulbophyllum validum
Bulbophyllum validum är en orkidéart som beskrevs av Cedric Errol Carr. Bulbophyllum validum ingår i släktet Bulbophyllum och familjen orkidéer.
Artens utbredningsområde är Sumatera. Inga underarter finns listade i Catalogue of Life.